# STS-103

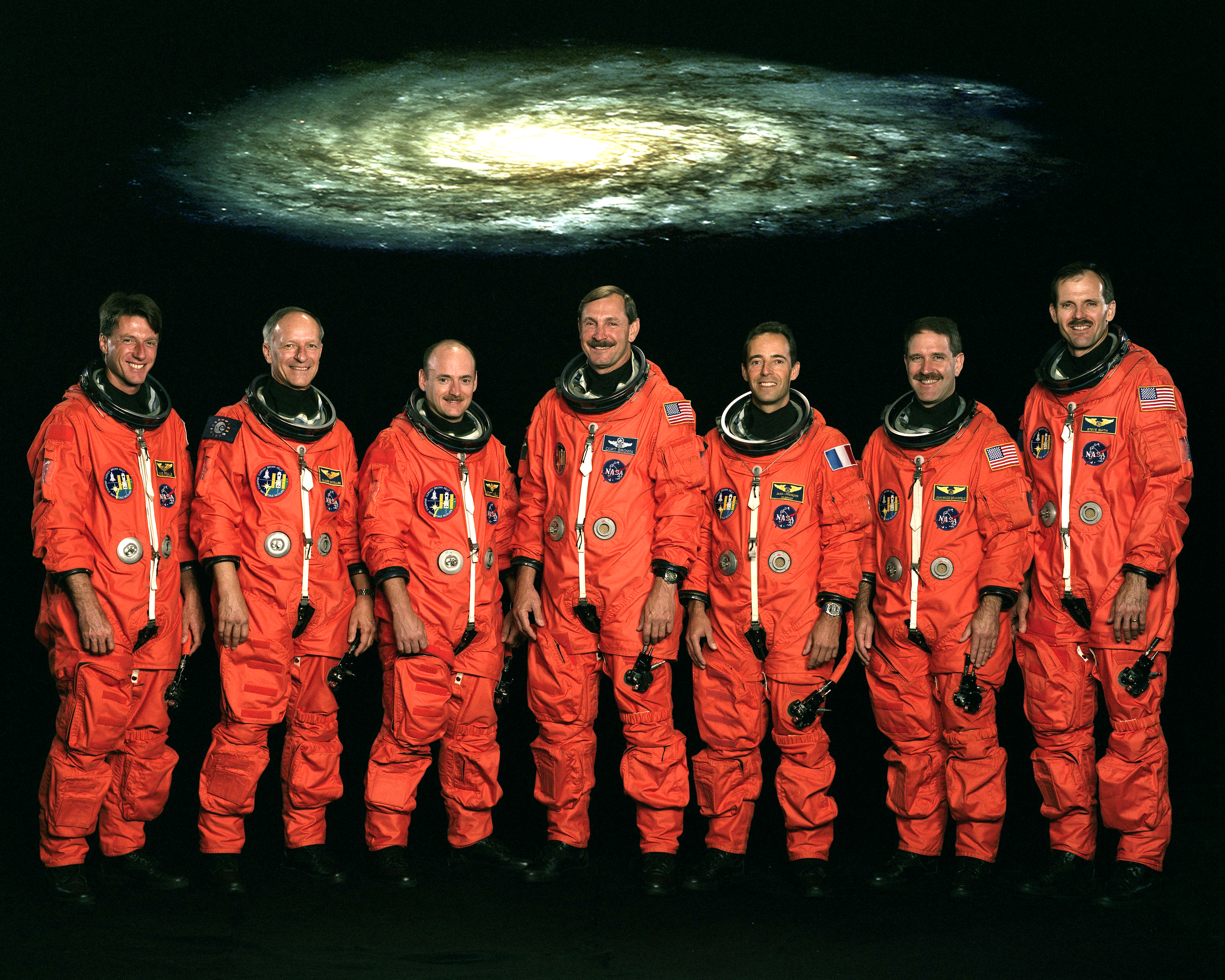
Екіпаж STS-103:(Ліворуч-праворуч): Фоул, Николье, Келлі, Браун, Клервуа, Грансфелд і Сміт.

STS-103 — космічний політ БТКК «Діскавері» за програмою «Спейс Шаттл» (96-й політ програми і 27-й політ «Діскавері», метою якого були ремонт та дооснащення космічного телескопа «Габбл». За час польоту було проведено три (із запланованих чотирьох) виходи у відкритий космос (загальною тривалістю 24 години 33 хвилини), що стали другим, третім і четвертим виходами по тривалості в історії космічної програми (рекордний вихід був здійснений в 1992-у, під час польоту STS-49). Стівен Сміт за підсумками виходів набрав 35 годин 33 хвилини позакорабельної діяльності і вийшов на друге місце в США після Джеррі Росса (44 години 11 хвилин).

## Екіпаж
Екіпаж STS-103 з 7 осіб:
- (НАСА): Кертіс Браун (6)[1] — командир;
- (НАСА): Скотт Келлі (1) — пілот;
- (НАСА): Стівен Сміт (3) — фахівець за програмою польоту −1, керівник робіт з корисним навантаженням;
- (ЄКА) : Жан-Франсуа Клервуа (3) — фахівець за програмою польоту −2, бортінженер;
- (НАСА): Джон Грансфелд (3) — фахівець за програмою польоту −3 ;
- (НАСА): Майкл Фоул (5) — фахівець за програмою польоту −4;
- (ЄКА) : Клод Нікольє (4) — фахівець за програмою польоту −5.

## Параметри польоту
- Маса апарата
  - При старті — 112493 кг;
  - При посадці — 95768 кг;
- Нахил орбіти — 28,5°;
- Період звернення — 96,4 хв;
- Перигей — 563 км;
- Апогей — 609 км.

## Хаббл
Космічний телескоп «Хаббл» є спільним проектом НАСА і Європейського космічного агентства. Метою експедиції STS-103 з обслуговування «Хаббла» були планові заміни приладів і обладнання, ремонт того, що встигне зламатися. Але наприкінці 1998-о ситуація з орієнтацією обсерваторії погіршилася.
За орієнтацію «Хаббла» відповідають шість гіроскопів, без яких обсерваторія не може виконувати спостереження. Кожен гіроскоп має розміри 70 × 165 мм і масу 2,7 кг. Вони «упаковані» попарно в блоки швидкісних датчиків RSU (від англ. Rate Sensor Units), кожен блок розмірами 325 × 267 × 226 мм має масу 11,0 кг. Під час польоту STS-61 в 1993-у були замінені два блоки гіроскопів з трьох (RSU-2 і RSU-3). У лютому 1997-о вони працювали штатно (для штатної роботи необхідно три гіроскопи), і нові заміни під час польоту STS-82 не проводилися. З лютого 1999 на «Хабблі» справно працювали лише три гіроскопа, один з яких вийшов з ладу 13 листопада. У результаті телескоп виявився непридатним для подальших спостережень.

## Хід польоту
Дата запуску шатла переносилася 8 разів, однак НАСА доклало зусиль, щоб не допустити перенесення польоту на наступний рік, зокрема, тому, що програмне забезпечення човника не було перевірено на стійкість до помилки 2000.
- 20 грудня в 00:50:00 UTC відбувся старт шаттла STS-103 з пускового майданчика 39-B Космічного центру імені Джона Фіцджеральда Кеннеді в Флориді.
- 22 грудня в 00:34:00 UTC (на 34 витку) відбувся захоплення «Хаббла», і встановлення його на платформу FSS.
- 22 грудня Перший вихід у відкритий космос, Стівен Сміт і Джон Грансфелд (тривалість 8 годині 15 хвилин). Основне завдання: демонтаж та заміна 2-го, 3-го і 1-го блоків гіроскопів. Вихід був запланований на 6 годин 15 хвилин, але виявився другим за тривалістю в історії космічної програми (перший в травні 1992 а під час польотів STS-49 — 8 годин 29 хвилин).
- 23 грудня Другий вихід у відкритий космос, Майл Фоул і Клод Ніколь (тривалість 8:00 10 хвилин). Заміна бортового комп'ютера (DF−224) і датчика точного наведення (FGB−2). Новий комп'ютер на базі Intel 80486 дозволив виробляти частину обчислень, що виконувалися раніше на землі, за допомогою бортового комплексу
- 24 грудня Третій вихід у відкритий космос, Стівен Сміт і Джон Грансфелд (тривалість 8 годин і 8 хвилин). Заміна передавача SSAT-2, установка записуючого пристрою SSR −3
- 25 грудня в 23:03:00 UTC відбулося відстикування «Хаббла».
- 28 грудня в 00:00:47 UTC шаттл приземлився в Космічному центрі імені Джона Фіцджеральда Кеннеді у Флориді (посадковий комплекс шатлів, смуга 33).

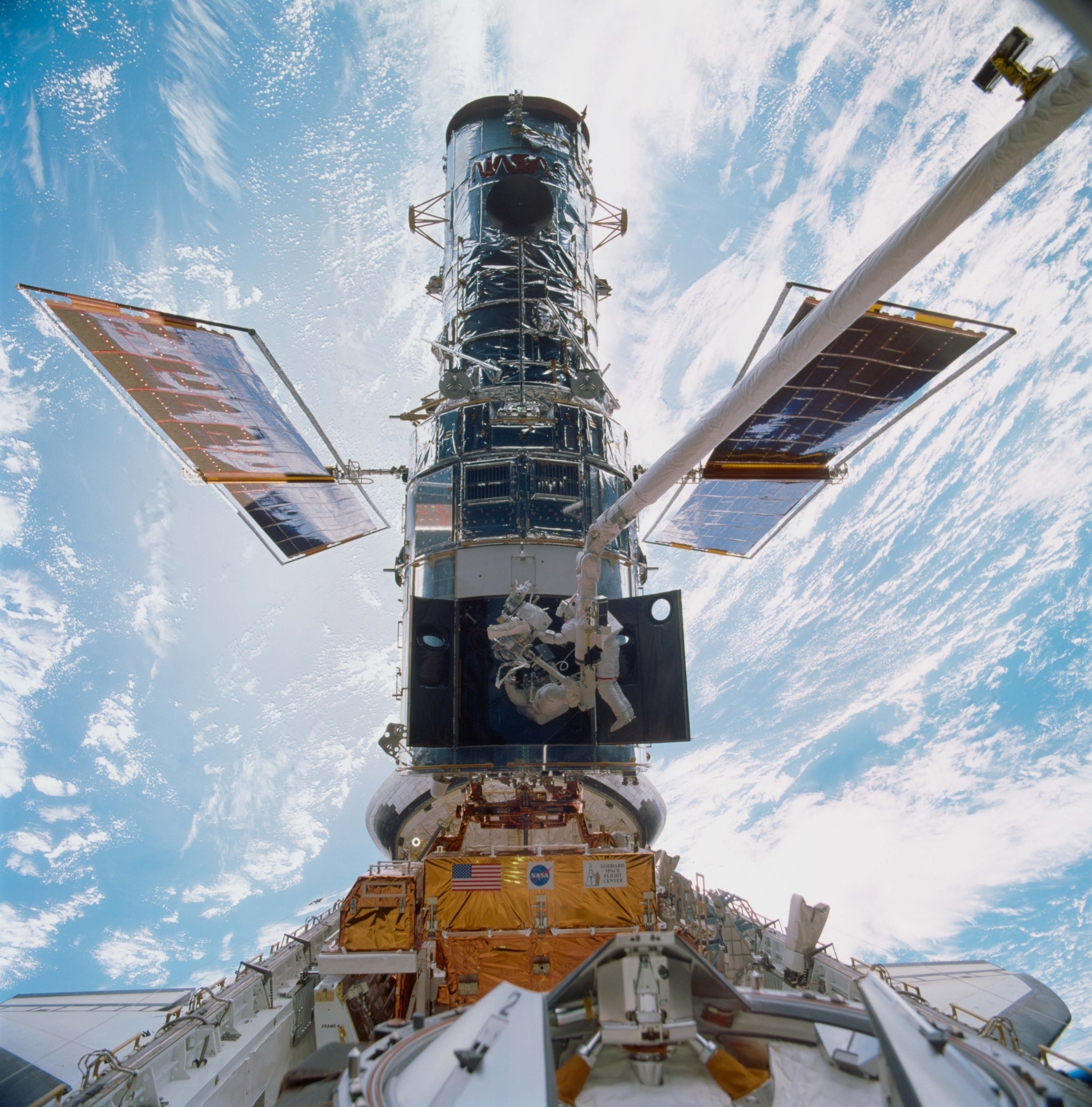
Вихід у відкритий космос. Астронавти замінають сенсорних блоків швидкість на «Хаббла».

## Посалання
- Опис місії  [Архівовано 18 серпня 2011 у WebCite] на сайті НАСА. (англ.)